# Lua Nova (romance)
Lua Nova (New Moon, em inglês) é uma obra de romance e fantasia da autora Stephenie Meyer, publicada em 2006. O segundo volume da série Twilight, o romance continua a história de Bella Swan e seu relacionamento com o vampiro Edward Cullen quando ela entra no último ano do ensino médio. Quando Edward abandona Bella após seu irmão atacá-la, ela fica de coração partido e deprimida por meses, até que Jacob Black se torna seu melhor amigo. No entanto, sua vida sofre uma reviravolta mais uma vez quando a natureza de Jacob se revela e a irmã de Edward decide visitá-la.
O livro foi lançado originalmente em capa dura em 6 de setembro de 2006, com uma tiragem inicial de 100.000 exemplares. Após sua publicação nos Estados Unidos, Lua Nova obteve grande sucesso e rapidamente alcançou o topo das listas de mais vendidos, tornando-se um dos livros mais aguardados do ano. Liderou tanto a lista de mais vendidos do The New York Times quanto a lista dos 150 mais vendidos do USA Today. Foi também o livro juvenil de bolso mais vendido de 2008, com mais de 5.3 milhões de cópias vendidas. Além disso, Lua Nova foi o livro mais vendido de 2009, sendo traduzido para 38 idiomas. Uma adaptação cinematográfica do livro foi lançada em 20 de novembro de 2009.
A recepção crítica de Lua Nova foi mais positiva do que a de seu antecessor. Alguns criticaram o ritmo da parte central; os críticos em geral, no entanto, argumentaram que o romance tinha um tom mais maduro, elogiando o desenvolvimento dos personagens e sua representação das emoções humanas. Meyer declarou que este livro é sobre perder seu verdadeiro amor. Ainda segundo a autora, a imagem que ilustra a capa, uma tulipa, "não tem significado especial para a história" e ela "não teve qualquer participação na escolha". O título se refere à fase lunar mais obscura, indicando que Lua Nova é a fase mais sombria da vida de Bella.

## Enredo
No aniversário de 18 anos de Bella, Edward e os outros Cullen fazem uma festa especial para ela na sua mansão. Porém, ao tentar abrir um dos presentes, Bella acaba se cortando e deixa Jasper sedento, por ser o mais novo "vegetariano". Edward fica transtornado por colocar Bella repentinamente em perigo, e decide mudar-se com a sua família, deixando Bella para trás. Para ser mais fácil a partida e para Bella poder seguir a sua vida, como se nada tivesse acontecido, Edward diz-lhe que não a ama. Quatro meses depois da partida de Edward, Charlie fica irritado por Bella ainda se encontrar tão apática, e ameaça mandá-la para Jacksonville com sua mãe. Bella tem um acesso de fúria e Charlie decide que Bella pode ficar, desde que volte a sair com os seus amigos (A jovem nunca mais falara com ninguém desde a partida de Edward). Decidida a ficar em Forks, ela vai com sua colega de sala Jessica ao cinema, mas, após o filme, ela se vê em uma situação semelhante a que viveu no primeiro livro, quando um grupo de homens a chama perto de um bar, ela se aproxima e é veementemente repreendida pela voz de Edward, na forma de uma alucinação. Ela percebe que para ouvir novamente a voz dele com tanta perfeição precisa passar por situações que possam causar algum tipo de perigo. Para ouvir essa voz, Bella adquire duas motos e começa a passar as tardes na casa de Jacob Black, em La Push. Ele conserta as motos para ela e promete ensiná-la a pilotar. Quando as motos ficam prontas, Jacob e Bella vão à praia com elas, e vêem Sam Uley e os seus companheiros pulando de um penhasco. O jovem conta-lhe estar desconfiado de que Sam pertença a uma quadrilha, e promete levá-la para pular do penhasco um dia, já que Bella demonstrou interesse (ele não sabia o motivo do repentino interesse da garota por esportes radicais, ouvir a voz de Edward).
Uma noite, Jacob, Bella e Mike vão ao cinema, e Mike transmite uma virose para Bella. Jacob, ao chegar a casa, é alertado por Billy sobre o seu estado, e este transforma-se num lobisomem (Bella ainda não sabe desse fato). Como eles devem manter a sua existência em segredo, ele diz a Bella que contraiu mononucleose. Ela fica desesperada, pois a média de recuperação dessa doença é de aproximadamente um mês. Bella, entediada com a distância entre ela e Jacob, decide tentar sozinha a ida a clareira na qual Edward a levou, onde encontra-se com Laurent, que decide matá-la para se alimentar, mas aparecem lobos gigantes que o perseguem e a salvam. Porém, duas semanas depois do início da doença, Jacob "melhora" e começa a andar com o grupo de Sam Uley. Bella quer esclarecimentos, porém acaba brigando com Jacob. Ele tenta fazer as pazes dando dicas de seu segredo, quando Bella descobre que Jacob é um lobisomem ele conta a Bella que eles mataram Laurent e estão perseguindo a "parceira" dele (na verdade, velha amiga), uma vampira ruiva. Bella se desespera, pois sabe que Victoria na verdade está atrás dela para vingar James, e não Laurent, mas Victoria consegue sempre fugir dos lobos.
Chegam as férias de Primavera. Numa tarde, enquanto Jacob e os outros lobisomens caçam Victoria, Bella decide pular do penhasco sozinha, a corrente uma tempestade estraga seus planos e ela é pega por uma forte correnteza que quase a afoga, porém Jacob a salva. Alice Cullen tem uma visão de Bella pulando, mas não saindo da água, e corre até Forks. Porém, ao chegar lá, vê que Bella foi salva por Jacob e fica frustrada pelo fato de que nas suas visões não aparecem os lobisomens. Rosalie Hale, confiante na visão de Alice, conta a Edward que Bella morreu, e Edward telefona para a casa dos Swan para confirmar. Nesse momento, na casa de Bella, estão Jacob, Bella e Alice (escondida de Jacob), e Jacob atende o telefone. Edward identifica-se como Carlisle, e pergunta onde está Charlie. Jacob diz "no enterro" . Edward, pensando que Bella está morta, vai até Volterra, na Itália, para se suicidar. O que Edward não sabe é que Charlie não está no enterro de Bella, mas sim no de Harry, que teve um ataque cardíaco enquanto Bella pulava do penhasco. Alice entra na sala de Bella, onde ela está com Jacob e pergunta a ele o que ele disse, pois Edward mentiu ser Carlisle e Rosalie contou-lhe que Bella "havia morrido". Quando Alice conta a Bella que Edward está a caminho de Itália, Bella fica apavorada, pois sabe que Edward se irá expor como vampiro, para se matar. Alice e Bella chegam a tempo de impedir a exposição de Edward, e os três, antes de voltar, têm que falar com Aro, um dos três Volturi. Aro fica fascinado pelo poder dos dois (Edward e Alice), e quer que eles se juntem aos Volturi. Nenhum deles aceita. Ao voltar para Forks, Edward diz a Bella que sempre a amou, e que mentiu para Bella seguir a sua vida normalmente, sem nenhum risco. Bella perdoa-o e ele diz que nunca mais partirá, porque os riscos de Bella sem ele são muito maiores, pois "Bella está no meio de Victoria e dos cães" (os lobisomens) e a pede em casamento, mas Bella não aceita, pois acha que ainda é jovem demais para se casar. O livro termina com os Cullen a votar se Bella deverá ou não ser transformada em vampira, uma vez que os Volturi consideram que a jovem sabe demais sobre a sua espécie.

## Capítulos
Segue-se uma lista dos capítulos do livro nas edições americana, brasileira e portuguesa:
| Cap. | Estados Unidos   | Brasil         | Portugal         |
| ---- | ---------------- | -------------- | ---------------- |
| *    | Preface          | Prológo        | Prefácio         |
| 1    | Party            | Festa          | Festa            |
| 2    | Stitches         | Sutura         | Pontos           |
| 3    | The End          | O Fim          | O Fim            |
| *    | October          | Outubro        | Outubro          |
| *    | November         | Novembro       | Novembro         |
| *    | December         | Dezembro       | Dezembro         |
| *    | January          | Janeiro        | Janeiro          |
| 4    | Waking Up        | O Despertar    | Despertar        |
| 5    | Cheater          | Trapaça        | Batoteira        |
| 6    | Friends          | Amigos         | Amigos           |
| 7    | Repetition       | Repetição      | Repetição        |
| 8    | Adrenaline       | Adrenalina     | Adrenalina       |
| 9    | Third Wheel      | Triângulo      | Contratempo      |
| 10   | The Meadow       | A Campina      | O Prado          |
| 11   | Cult             | Culto          | Culto            |
| 12   | Intruder         | Invasão        | Intruso          |
| 13   | Killer           | Assassino      | Assassino        |
| 14   | Family           | Família        | Família          |
| 15   | Pressure         | Pressão        | Pressão          |
| 16   | Paris            | Páris          | Páris            |
| 17   | Visitor          | Visitante      | Visita           |
| 18   | The Funeral      | O Enterro      | O Funeral        |
| 19   | Race             | Corrida        | Corrida          |
| 20   | Volterra         | Volterra       | Volterra         |
| 21   | Verdict          | Veredito       | Veredicto        |
| 22   | Flight           | Voo            | Voo              |
| 23   | The Truth        | A Verdade      | A Verdade        |
| 24   | Vote             | Votação        | Votação          |
| *    | Epilogue: Treaty | Epílogo: Pacto | Epílogo: Tratado |

## Adaptação
Uma adaptação cinematográfica de "Lua Nova" foi lançada em 20 de novembro de 2009 na maior parte do mundo,e em outros países em datas diferentes . O filme foi dirigido por Chris Weitz e Melissa Rosenberg escreveu o roteiro.Com Kristen Stewart, Robert Pattinson e Taylor Lautner voltando em seus papéis de Bella Swan, Edward Cullen e Jacob Black, respectivamente.